# Lepidodens
Genre
Lepidodens est un genre de collemboles de la famille des Entomobryidae.

## Distribution
Les espèces de ce genre sont endémiques de Chine.

## Liste des espèces
Selon Checklist of the Collembola of the World (version du 14 septembre 2019) :
- Lepidodens hainanicus Zhang, Pan, Wu, Ding, Yu & Wang, 2016
- Lepidodens nigrofasciatus Zhang & Pan, 2016
- Lepidodens similis Zhang & Pan, 2016

## Publication originale
- Zhang, Pan, Wu, Ding, Yu & Wang, 2016 : Dental scales could occur in all scaled subfamilies of Entomobryidae (Collembola): new definition of Entomobryinae with description of a new genus and three new species. Invertebrate Systematics, vol. 30, no 6, p. 598-615.